# Left 4 Dead 2
Left 4 Dead 2 је пуцачина из првог лица из 2009. коју је развио и објавио Валв. Наставак игре Left 4 Dead (2008) компаније Turtle Rock Studios и друга игра у серији Left 4 Dead, објављена је за Мајкрософт Виндовс и Иксбокс 360 у новембру 2009., Mac OS X у октобру 2010. и Линукс у јулу 2013.  
Left 4 Dead 2 се надограђује на кооперативно фокусирану игру и Валвов власнички Сорс погон, исти мотор који се користи у оригиналном Left 4 Dead. Смештен након апокалиптичне пандемије, игра се фокусира на четири нова преживела, који се боре против хорди зомбија познатих као Заражени, који развијају тешку психозу и делују изузетно агресивно. Преживели морају да се пробију кроз пет кампања, испресецаних сигурним кућама које делују као контролне тачке, са циљем да побегну на крају сваке кампање. Играње је процедурално измењено помоћу „AI Director 2.0“, који прати перформансе играча и прилагођава сценарио да пружи динамичан изазов. Остале нове карактеристике укључују нове типове специјалних заражених и арсенал оружја за ближи почетак.
Игра је имала своју светску премијеру на Е3 2009 са трејлером током Мајкрософт прес догађаја. Пре објављивања, добио је помешане реакције критике и заједнице и изазвао је необично велику количину контроверзи о свом графичком садржају. Као одговор, направљене су измене на омоту, али су и Аустралија и Немачка одбиле да оцене неизмењено издање у време објављивања. Упркос томе, игра је наишла на позитивне критике и сматра се једном од највећих видео игара икада направљених.

## Играње
Као и његов претходник, Left 4 Dead 2 је пуцачина из првог лица са великим нагласком на кооперативном игрању. Игра представља пет нових кампања, од којих се свака састоји од три до пет мањих нивоа. Као и у првој игри, свака кампања је представљена у менијима и екранима за учитавање као филм у којем глуме четири преживела; и садржи, по завршетку кампање, екран лажних кредита који служи као коначни резултат за играче и резимира одређене статистике учинка за групу. У свакој кампањи, већина нивоа укључује преживеле који покушавају да дођу до безбедне зоне и затворе врата када су сви безбедно унутра. Међутим, последњи ниво у свакој кампањи захтева од Преживелих да позову спасавање или преживе продужени напад док не стигне спас, прођу кроз посебно изазовне таласе заражених да би дошли до возила за бекство, или (у Dead Center и The Passing) сакупе и користе лименке са горивом да би им омогућили бекство.  
Сваки преживели може да носи по једну од пет категорија опреме: примарно оружје, секундарно оружје, оружје на бацање, главни медицински материјал (што такође укључује надоградњу муниције) и мањи медицински материјал. Примарно оружје је подељено на четири нивоа на основу њихове доступности и атрибута. Оружје првог нивоа (као што је аутоматска и сачмарица) релативно споро наноси штету и служи као основно офанзивно оружје. Оружја другог нивоа (као што су јуришна пушка и борбена сачмарица) брже наносе штету и често се појављују на каснијим мапама сваког поглавља. Два оружја трећег нивоа (бацач граната и М60) се разликују од оружја првог и другог нивоа и због своје реткости и зато што играчи не могу да допуне своју муницију са депонија муниције. Брзо наносе штету по цену ограничене муниције. Оружје четвртог нивоа је све монтирано оружје и носи неограничену муницију. Монтирано оружје најбрже наноси штету, али по цену прегревања након периода непрекидне употребе, заглављеног на месту и немогућности одбране с леђа. Монтирано оружје је на постављеним позицијама у мапама и има фиксни лук ватре. Не могу им се дати надоградње муниције као другом оружју и играчи не могу користити додатак за ласерске нишане са њима. Доступна су три типа секундарног оружја: оружје за борба прса у прса, пиштољи малог калибра (који се могу користити са двоструким оружјем) и пиштољи великог калибра. Иако оружје за прса у прса узрокује додатну штету зараженом када се удари, Преживели могу користити било које друго оружје или предмет за слабије нападе у ближој борби који могу гурнути Заражене назад. Играчи такође носе батеријску лампу са бесконачним трајањем батерије, чија употреба омогућава играчима да виде у мраку (са лошом страном што играч много брже привлачи пажњу Заражених). Они такође могу да носе један комплет прве помоћи, посебан пакет муниције или дефибрилатор у свом главном отвору за медицинско снабдевање; поред таблета против болова или инјекције адреналина у њиховом мањем отвору за медицинску опрему. Они такође могу да носе једно оружје на бацање — молотовљеве коктеле за запаљење подручја; цевне бомбе да привуку све заражене у близини на трепћуће светло и звук који производи док не експлодира; и тегле Бумер жучи, која привлачи обичне заражене на све што погоди (нпр. пожаре, посебне заражене, једни друге).
Да би се омогућила свест о ситуацији других преживелих, играчима се показује здравље и статус њихових колега преживелих. Ако играч нема директан поглед на другог преживелог (нпр. зид им блокира поглед на остале), биће му приказана истакнута силуета преживелог. Преживјели су такође подложни пријатељској ватри, што приморава играче да буду опрезни када пуцају или замахују оружјем. Како преживели узимају штету, крећу се спорије; ако здравље преживелог падне на нулу, они су онеспособљени и остављени су да се боре против заражених користећи пиштољ док их не спасе други преживели. Ако преживели умре, он остаје мртав до следећег нивоа, осим ако их не оживи дефибрилатор, или се, у режиму кампање или за једног играча, поново појављују у „Спасилачком ормару“ да би их други преживели ослободили. Ако сви Преживели умру или буду онеспособљени, игра ће се завршити, у ком тренутку играчи могу поново покренути то поглавље или напустити игру.

### Режими игре
Left 4 Dead 2 укључује 5 редовних режима игре:
- Campaign: До четири људска играча се боре против Заражених да би прошли кроз фазе кампање; сваки Преживели који није контролисан од стране људског играча контролише компјутер.
- Singleplayer: Омогућава играчима да играју без упада људских играча, радећи кроз фазе Кампање са три компјутерски контролисана савезника Преживелих.
- Versus: До четири друга људска играча преузимају контролу над разним специјалним зараженима како би покушали да спрече преживеле да заврше фазу. Специјални заражени се насумично додељују зараженим играчима; не могу да контролишу вештицу или било ког обичног зараженог. Повремено, како одреди директор AI, одређени играчи ће постати тенк. Два тима замењују стране једном по фази, а бодују се на основу напретка на етапи као преживели. Ако оба тима стигну у сигурну собу са сва четири преживела, 25 поена се додељује тиму који је нанео највећу комбиновану штету као Специјално заражени.
- Survival: Временски изазов у којем су Преживели заробљени у делу мапа кампање и покушавају да преживе што је дуже могуће против бескрајног напада Заражених.
- Scavenge: Режим 4 на 4 који захтева од преживелих играча да сакупе и користе што више конзерви горива разбацаних по нивоу да напуне генератор струје, док заражени играчи покушавају да их зауставе.[12]

Left 4 Dead 2 такође има режим Realism, који се може омогућити на било којој тежини за кампању или против. Овај режим уклања неке аспекте видео-игре из игре: преживели не могу да виде силуете једни других, а мртви саиграчи могу да се оживе само дефибрилаторима и неће се поново појављивати касније на нивоу. Оружје и други предмети ће светлети само када је играч у кругу од неколико стопа, приморавајући играче да пажљивије претражују нивое. Ударци у главу непријатељима наносе више штете, док ударци у удове или тело захтевају више хитаца. Поред тога, непријатељ вештица може да убије сваког преживелог кога би иначе онеспособила (на другим потешкоћама осим лаких). Дизајниран да примора играче да блиско сарађују и да се ослањају на гласовну комуникацију, Валв је креирао Реализам мод како би играчима пружио начин да се „изазову као тим“ без потребе да повећавају ниво тежине игре.
Коначно, у каснијим верзијама игре постоји опција Мутација, у којој играчи могу да бирају из менија од 30 варијација, неке за једног играча, неке за више играча (и неке од потоњих кооперативних, неке против, или обоје). Свака варијација мења једну или више главних динамика игре, као што су: стално исцрпљивање здравља, соло режим без савезника Преживелих, смрт након онеспособљавања, доступна само једна врста оружја, заједништво које се касније пребацује на ограничења, пуцање или циљање, тип непријатеља са повећаном снагом, повећаним бројем специјалних заражених итд. Један од ових режима, назван GunBrain, је анализатор статистике оружја.

### Заражени
Иако се називају и зомбијима, Заражени су људи који су заражени мутираним сојем инфекције, иако ни извор ни природа овог „зеленог грипа“ нису јасни у игрицама. Најбројнији заражени са којима се сусрећу преживели су обични заражени. Иако су појединачно слаби, могу да преплаве и надјачају преживеле, посебно када су одвојени од својих саиграча. Оштећење заражених у Left 4 Dead 2 приказано је реалистичније, са мецима који откидају делове меса и, у неким случајевима, удове. Нови додатак Left 4 Dead 2 је Uncommon Infected јединствен за сваку кампању. На основу локације и опреме коју су носили пре инфекције, они поседују способности које их одвајају од обичних инфицираних. На пример, кампања Dead Center уводи заражене CEDA агенте у заштитним оделима, чинећи их ватроотпорним; Dark Carnival укључује кловнове, чијим шкрипњем ципела привлаче мале хорде Common Infected зомбија; и The Parish укључује заражене приватне раднике обезбеђења у опреми за нереде, што их чини отпорним на метке са предње стране.
Као и у првој игри, постоје посебни Заражени чије мутације им дају посебне способности које их чине веома опасним, који се понашају као шефови. Присуство таквих Заражених у близини наговештавају звучни ефекти или музички знаци јединствени за сваки тип. Пет специјалних заражених из прве игре враћа се у Left 4 Dead 2, неки са измењеним понашањем и моделима коже:
- Boomer: Изузетно надути Заражени који повраћа жуч. Жуч привлачи хорду обичних инфицираних у контакту са преживелима и такође их привремено заслепљује.[20] Након смрти, експлодирају и такође могу прскати жуч на оближње Преживеле.
- Hunter: Окретан Заражени који може да насрне и онеспособи Преживеле са велике удаљености, кидајући их све док Преживели не умре или га други Преживели не одгурне/убије.[21]
- Smoker: Мужјак заражен дугим језиком који користи да зароби Преживеле из даљине, непрестано их гушећи. Након смрти, он испушта облак дима који Преживелима може замаглити вид и узроковати кашаљ, ако дођу у директан контакт са димом.[22]
- Tank: Гигантски, изузетно мишићав Заражени мушкарац са снагом да преживјеле шаком с ногу на некој удаљености, као и да баци аутомобиле и бетонске плоче. [23] Осим ако Преживјели не раде као тим, брзо ће бити онеспособљени или чак убијени нељудском снагом Тенка. [24]
- Witch: Заражена жена која плаче, која ће, када је испровоцира било оштећење, гласни звуци, светло или близина Преживелих, напасти провокатора и све друге преживеле након што њен провокатор умре. Она може онеспособити или чак убити Преживелог једним ударцем.[25] Left 4 Dead 2 представља варијанту Вештице која бесциљно лута на отвореном.[3][25]

Left 4 Dead 2 такође представља три нова Специјална заражена, којима глас даје Ди Бредли Бејкер:
- Charger: Заражени са огромном десном руком,[26] који може да јуриша на Преживеле, хватајући и одводећи једног Преживелог од осталих, шаљући све остале на свом путу да одлете у страну након хватања и запањујући Преживеле након ударца препрека у нападу. Он тада може да удари свог заробљеног Преживелог у земљу, чинећи га беспомоћним све док им један од саиграча не помогне тако што ће убити Јуришача или га омамити мецима фрагмената.[27][28]
- Spitter: Заражена женка која испљува куглице желудачне киселине које прскају по области, брзо нарушавајући здравље Преживелих све док су у њему. Она такође оставља локвицу слузи након смрти. Што се играч дуже задржава у киселини, брже му опада здравље.[29][30]
- Jockey: Заражени који скаче на леђа Преживелог и усмерава га у друге заражене или опасности по животну средину (нпр. Пљувачка киселина), док се канџама хвата по глави играча док играч не буде онеспособљен, убијен или џокеј не буде одгурнут.[31][32][33][34][35]

### The AI Director 2.0
Као и у првој игри, систем вештачке интелигенције назван AI Director покреће игру тако што процедурално ствара непријатеље, оружје и предмете на основу перформанси играча током било које кампање. У Left 4 Dead 2, AI Director је побољшан како би подстакао више учешћа играча, приморавајући играче да кроз тешке таласе зомбија дођу до безбедног. Такође има могућност да мења елементе нивоа, као што су постављање зидова, распоред нивоа, осветљење и временски услови, чинећи сваку сесију играња јединственом. Директор сада награђује играче за дуже или теже путеве кроз сваку епизоду обезбеђујући корисну опрему, као што су специјални пакети муниције или оружје вишег нивоа.

## Прича

### Преглед
Као и његов претходник, Left 4 Dead 2 је смештен након светске пандемије болести под надимком „Зелени грип“, која брзо трансформише људе у створења налик зомбијима и мутиране облике који показују екстремну агресију према незараженим бићима. Неколико људи је имуно на болест, док неки од оних који су заражени немају симптоме. Агенција за цивилне хитне случајеве и одбрану (CEDA) и америчка војска стварају сигурне зоне како би покушале да евакуишу што више преживелих. Left 4 Dead 2 уводи четири нова преживела: Коуча, Елиса, Ника и Рошел, који су имуни на болест и имају индивидуалне позадине које се пружају кроз дијалог ликова. Иако је игра замишљена као наставак оригинала, која се дешава недељу дана након почетка прве игре, Валв је одлучио да створи нову групу преживелих због промене локације. Као и прва игра, пет кампања у Left 4 Dead 2 одвија се у низу приче. Смештен на Дубоки југ, прича почиње у Савани, Џорџија, а завршава се у Њу Орлеансу, Луизијана. Четворо преживелих морају да се пробију кроз хорде заражених, користећи сигурне куће на путу да се одморе и опораве како би дошли до места извлачења.

### Ликови
Left 4 Dead 2 садржи нову екипу од четири људска преживела: Коуча (глас му је дао Чед Колман), здепастог средњошколског фудбалског тренера са болесним коленом (иако то не утиче на игру); Ник (глас му је дао канадски певач Хју Дилон), песимистички коцкар и преварант; Рошел (глас јој је дала Рошел Ајтес), помоћница у продукцији на ниском нивоу локалне телевизијске станице која је извештавала о пандемији; и Елиса (глас му је дао Ерик Ладин), дружељубивог и причљивог сељачког механичара који често прича о свом пријатељу Киту и њиховим бројним незгодама. Поред четири лика за играње, Left 4 Dead 2 такође садржи два споредна лика у виду Витакера (глас му даје Дејтон Кели),  власника продавнице оружја и Вирџила (глас му даје Рендал Њусом), капетана чамца из Кајуна који се појављује (само глас) у последње три кампање у игри. Два војника која се чују на последњој мапи The Parish, а гласове су дали Боб Гантер и Бил Хагинс, заокружују NPC екипу.

### Прича
The Sacrifice се дешава пре главних догађаја Left 4 Dead 2 и после догађаја из истоименог стрипа. На крају прве игре, оригинални преживели — Бил, Френсис, Луис и Зои — стижу у град Рејфорд у луци у Џорџији како би потражили чамац који их може одвести до Флорида Киз. Након што пронађу адекватну једрилицу, преживели морају ручно да покрену генераторе како би подигли мост кроз који ће њихов чамац проћи. Један преживели (канонски Бил) жртвује се да би покренуо генератор када се искључи, како би остали могли да дођу на сигурно. Ово је крај Билове приче у серији видео игрица Left 4 Dead.
Left 4 Dead 2 се отвара у Dead Center (у Савани, Џорџија), где се четворо преживелих налазе напуштено на крову хотела од стране спасилачких хеликоптера. Одлучују да крену ка локалном тржном центру, где се налази друга CEDA тачка за евакуацију. Након кратког сусрета са власником продавнице оружја, Витакером, преживели откривају да је тржни центар преплављен, а да су сви агенти CEDA-е такође постали или мртви или заражени. Елис помаже групи да користе ауто за продају да изађу из тржног центра и отпутују према Њу Орлеансу, за који се прича да је последњи град у Америци. 
The Passing се одвија између Dead Center и Dark Carnival, и након догађаја кампање The Sacrifice. Преживели стижу до моста у Рејфорду, где сусрећу Френсиса, Луиса и Зои. Како треба да пређу мост да би наставили, Преживели морају да нађу други пут да допуне генератор гасом. Након што се пробијају кроз свадбени пријем (заједно са младом вештицом), улице и историјски обилазак испод реке, они се поново сусрећу са првобитним преживелима, који помажу покривањем групе док пуне генератор и спуштају мост када се напуни. 
На почетку кампање Dark Carnival, четворо преживелих проналазе аутопут испред њих потпуно блокиран одбаченим возилима и приморани су да путују пешке кроз напуштени (али још увек оперативни) забавни парк.  Након што су стигли до стадиона у парку, Коуч смишља план да искористи светлосну емисију великих размера на концертној бини, коју је напустио рок бенд под називом The Midnight Riders, како би сигнализирао пилоту хеликоптера за спас. Након што су спашени, касније откривају да је њихов пилот заражен. Када пилот почне да их напада, Ник је приморан да га убије (што понавља сличну ситуацију у Left 4 Dead), узрокујући да се хеликоптер сруши у залив, што делује као окружење за Swamp Fever.  Пробијајући се кроз мочваре, група наилази на срушени авион, мртве војне падобранце и изолована мочварна села која су се борила против заражених, али су на крају прегажена. Након што су јутро провели борећи се кроз мочвару, група стиже до виле на плантажама и успоставља радио везу са Вирџилом, капетаном чамца Кајуна који им може помоћи; међутим, његовом броду почиње да понестаје дизел горива на путу за Њу Орлеанс.  
Како се приближава буран ураган (титуларна Hard Rain у наредној кампањи), преживели излазе на обалу у Дукателу у Мисисипију, након чега пролазе кроз напуштену (и вештицама заражену) млин шећерне трске до бензинске пумпе да набаве дизел гориво, и врате се да сигнализирају Вирџилу помоћу неонског натписа ресторана ланца хамбургера. У последњој кампањи, The Parish, Виргил оставља групу у Њу Орлеансу, где изгледа да војска евакуише цивиле преко моста. На путу до тамо, њих четворица откривају да је град препун заражених и да војска заправо напушта град. Група успева да стигне до моста, где ступа у контакт са војском. Судећи по њиховом дијалогу, војни пилоти сумњају да су преживели „носачи“, слични оригиналним преживелима из Left 4 Dead. Након што обезбеде свој хеликоптер за спасавање, преживели се спуштају и прелазе мост, бежећи хеликоптером баш када је мост уништен. Иако је судбина преживелих након овог тренутка остала нејасна, писац игре Чет Фалишек изјавио је у интервјуу из 2009. да је војска одвела преживеле на крузерима на Карибе у покушају да побегне од инфекције.

## Развој
Развој за Left 4 Dead 2 почео је убрзо након објављивања прве игре—после кратке паузе—на основу идеја развојног тима да се следећа игра буде „већа и боља“. Игра је добила кодно име „Carnation“ како би се спречило откривање њених детаља пре званичног објављивања; Валв је такође разматрао нови наслов за игру, Back 4 More, иако су га на крају одбацили за Left 4 Dead 2.
Чет је изјавио да ће прича Left 4 Dead 2 истражити више света игре и да је Валв створио пуну причу о узроцима и последицама пандемије инфекције, укључујући термине које су користили за AI Director. Свака кампања је намерно дизајнирана са другачијим осећајем; међутим, свих пет кампања је истовремено зацртао цео тим како би се обезбедио ток нарације и осигурала јединственост сваке кампање. Тим је користио речник Left 4 Dead који је развијен да опише дизајн нивоа и ток унутар игре како би обезбедио заједнички језик за развој нивоа.
Left 4 Dead 2 садржи око 7.800 јединствених линија дијалога, што је повећање од 40% у односу на Left 4 Dead. Писци су осмислили ликове и одабрали одговарајуће гласовне глумце који су имали природне акценте за своје реплике и дозволили глумцима слободу да помогну у аутентификацији улога. Они би присуствовали сесијама снимања за гласовне глумце и омогућили им да додају своје реплике за своје ликове, често добијајући нове идеје за касније снимање дијалога ликова, посебно у случају Елиса (глас му је дао Ерик Ладин) и Ника (Хју Дилон). Рендал Њусом, глас капетана чамца Вирџила, био је локални глумац из Луизијане који је природно говорио кејџунски и помогао да се улога улепша боље него што су писци могли. Фалишек је желео да укључи жену која је "без бесмислица" из Одељења за моторна возила, али овај лик није успео. Програмери су тражили од неколико бендова да их укључе у игру: Depeche Mode је реаговао жељно и дозволио Валву да користи своју музику и друге слике у игрици, као што је Рошелина мајица.
Приликом представљања нових Заражених, развојни тим је морао да размотри како ће се нове способности спојити са постојећим Зараженим и свим променама које су на њима направили. Једна одбачена идеја за новог Зараженог укључивала је „Leaker“; створење би, када би претрпело штету, испало изливе гнуса на преживеле, а затим би могло да самодетонира као Бумер. Међутим, овај пожртвовни чин би преживелима дао времена да побегну, па је идеја одустала, иако су карактеристике Leaker-а уграђене у Spitter-а.
У развоју, програмери су желели да пронађу начин да обезбеде више варијација и визуелних ефеката за играче, иако су већ били оптерећени ограничењима меморије на Иксбокс 360 за Left 4 Dead. Један од кључних фактора развоја било је препознавање начина да се створи веће варијације у изгледу обичних заражених кроз низ задатака моделирања и приказивања. Једноставне промене основне геометрије модела, било главе или тела, са резултујућим ефектима на мапирање текстуре биле су једно од начина да се праве очигледне варијације. Друго средство је створено коришћењем различитих текстура главе заједно са разним картама крви и прљавштине, и слично различитим ранама нанете на текстуру тела. Коначно средство за промену тона коже и одеће коју носе заражени. Као резултат тога, један заражени модел може имати до 24.000 варијација у игри. Ово је омогућило Валву да ефективно задржи само два до шест уобичајених заражених модела језгра у меморији за сваки ниво, остављајући само јединствене заражене за сваку кампању и посебне заражене као сопствене јединствене моделе. Као резултат тога, употреба меморије за заражене је опала за 50%. Валвови програмери су такође тражили како да боље представе штету коју су играчи нанели зараженима тако што су приказали нанете ране на одговарајућој локацији и на начин заснован на оружју које се користи, омогућавајући укључивање отпорнијих заражених створења у напредне режиме игре. Они су то симулирали у Left 4 Dead тако што су имали пет могућих модела ликова који би били резултат фаталног напада, али су сматрали да би то могло да се унапреди даље. Већ ограничен проблемима са меморијом на Иксбокс 360 који су спречили даље варијације на основним зараженим моделима, тим је осмислио систем коришћења текстура са провидностима у комбинацији са елипсоидним уклањањем из било ког модела зараженог карактера да би симулирао ране, уз неколико поједностављених графичких процеса како би се избегло опорезивање система рендеровања. Ово је омогућило тиму да симулира до две такве ране на сваком инфицираном користећи само 13% меморијских ресурса базираног система у Left 4 Dead.
Још један визуелни аспект који је Валв тим истражио је приказивање воде, посебно у кампањи „Swamp Fever“, која се одвија углавном у великом мочварном подручју. Валв је открио да ће рани тестери играња бити збуњени са великом мапом прекривеном дрвећем, али додавањем наговештаја кретања воде у правцу у ком треба да иду, дошло је до значајног смањења броја играча који се губе на мапи. Мапе воде су креиране коришћењем алата за 3Д анимацију Houdini на његовим пејзажним мапама да би се креирали реалистични обрасци тока воде као површинске карте. Ове површинске мапе су затим примењене на „текући“ начин уместо на начин померања који је коришћен у претходним играма. Ови ефекти воде су додатно проширени за следећу Валвову игру, Portal 2.
Доуг Ломбарди, потпредседник маркетинга за Валв, приметио је да ће SDK објављен за Left 4 Dead такође бити компатибилан са Left 4 Dead 2.

## Промоција
Компјутерски и Иксбокс 360 играчи који су унапред наручили Left 4 Dead 2 преко продаваца који су учествовали, добили су рани приступ демо игрици, која је објављена 27. октобра 2009. за Xbox Live и 28. октобра 2009. за компјутерске играче, као и ексклузивна бејзбол палица као оружје које се користи у игри. Наручивање компјутерске верзије игре унапред преко Стима мреже такође откључава Билову беретку из Left 4 Dead за употребу у компјутерској верзији Team Fortress 2. Такође, када особа купи игру и покрене Team Fortress 2, добиће тигањ као оружје за борбу и Елисов шешир као шешир у игри. Демо је постао доступан за све кориснике компјутера и Xbox Live Gold-а 4. новембра 2009. године, а Xbox Live Silver корисници су добили приступ 11. новембра 2009. Демо приказује прве две мапе у кампањи "The Parish".
Дана 5. октобра 2009, Валв је објавио да ће Left 4 Dead 2 бити промовисан са 25 долара милиона рекламних кампања, премашујући 10 долара милиона који су подржали Left 4 Dead. Кампања укључује телевизијске рекламе током спортских догађаја, на билбордима и часописима; и агресивније оглашавање за Европу.

## Издање и ажурирања
Left 4 Dead 2 је објављен на Стиму 16. новембра 2009. Малопродајне копије су постале доступне неколико дана касније, у зависности од земље.
У марту 2010, Валв је најавио да ће донети платформу садржаја Стим на Mac OS X рачунаре; заједно са њим, Стим ће обезбедити изворне верзије постојећих Валв игара укључујући Left 4 Dead 2 и његовог претходника. Игре ће подржавати игру на више платформи, омогућавајући Mac играчима да играју заједно са компјутерским играчима на истим серверима, а такође ће бити део њихових Steam Play унакрсно компатибилних и Steam Cloud наслова, омогућавајући играчу који је купио игру на једној платформи да бисте је бесплатно преузели и репродуковали на другој платформи. Mac OS X клијент је објављен 5. октобра 2010.
Са увођењем Линукс клијента за Стим, Валв је потврдио да ће Left 4 Dead 2 бити развијен за Линукс. Линукс верзија Left 4 Dead 2 објављена је 3. маја 2013.
Дана 25. децембра 2013. Валв је бесплатно објавио игру за нове играче. Божићно ажурирање је такође укључивало специјално достигнуће под називом „Дух божићног поклона“, које се додељује ветеранским играчима који су помогли играчима за бесплатне празнике да преживе у режиму кампање игре.